# Shekhawati

Shekhawati im Norden Indiens

Die Shekhawati (Hindi शेखावाटी) ist eine etwa 14.000 km² umfassende historische Region im Nordosten des indischen Bundesstaats Rajasthan.

## Geographie
Die überwiegend flache, etwa 300 bis 400 m hoch gelegene semiaride Shekhawati-Region bildet den Übergang von der nordindischen Ganges- und Yamuna-Ebene zu den Halbwüsten und Wüsten Rajasthans und liegt etwa 250 km südwestlich von Delhi bzw. etwa 140 km nordwestlich von Jaipur. Zu ihr gehören im engeren Sinne die Distrikte Jhunjhunu und Sikar, meist werden jedoch auch Teile der Distrikte Nagaur und Churu hinzugezählt. Die größten Städte der Shekhawati im engeren Sinne sind Sikar (ca. 245.000 Einwohner), Jhunjhunu (ca. 120.000 Einwohner), Fatehpur (ca. 95.000 Einwohner), Nawalgarh (ca. 65.000 Einwohner) und Mandawa (ca. 25.000 Einwohner). Flüsse und Seen gibt es in der Region nicht; Trinkwasser und Wasser für die Bewässerung der Felder wird zumeist aus ca. 30 bis 60 m tiefen Brunnen emporgefördert. In den Sommermonaten Mai, Juni und Juli bis zum Beginn der Monsunzeit steigen die Temperaturen tagsüber auf über 40 °C an; in wolkenarmen Winternächten kann das Thermometer auf bis zu 0 °C absinken.

## Bevölkerung
Die Zahl der Einwohner kann auf etwa 3 Millionen (Distrikte Jhunjhunu und Sikar) bzw. etwa 5 Millionen (inklusive von Teilen der Distrikte Nagaur und Churu) geschätzt werden. Die meisten Einwohner behaupten für sich eine rajputische Abstammung, ein anderer Teil sind Angehörige der Jats, doch gibt es auch viele kastenlose Tagelöhner. Man spricht einen regionalen Dialekt (Shekhawati), aber auch Hindi und in den Städten manchmal auch etwas Englisch. Die Alphabetisierungsrate gehört zu den höchsten auf dem Indischen Subkontinent. Wie in Indien üblich übersteigt der männliche Bevölkerungsanteil den weiblichen um ca. 5 bis 10 Prozent.

## Wirtschaft

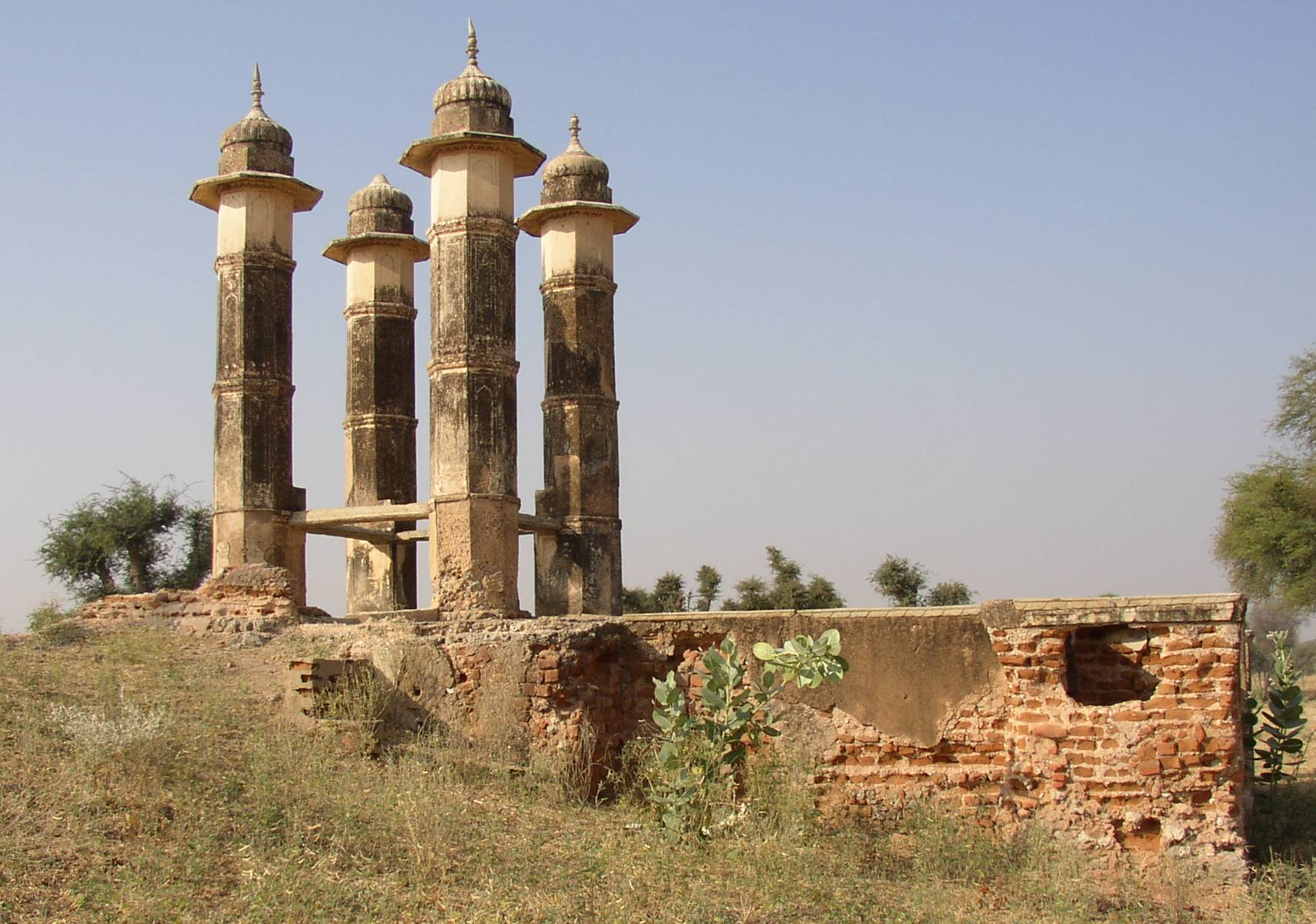
Brunnen bei Mandawa

Die überwiegende Zahl der Einwohner lebt traditionell von der Landwirtschaft, d. h. vom Anbau von Getreide (Reis, Weizen), Linsen, Kürbissen und Gemüse nach der alljährlichen Monsunzeit; es gibt sowohl Großgrundbesitz (jagir) als auch dörfliche Kleinbauern. Charakteristisch für die Shekhawati sind die zahlreichen – einstmals mit Hilfe von Eseln oder Kamelen betriebenen – Brunnen zur Feldbewässerung; heute werden wegen der Absenkung des Grundwasserspiegels zumeist benzinbetriebene Pumpen eingesetzt. In den Städten dominieren Handwerk, Kleingewerbe und Dienstleistungen aller Art; daneben gibt es auch Einrichtungen des Gesundheits- (Ärzte, Krankenhäuser, Apotheken) und Ausbildungswesens (Schulen, Colleges etc.). Im 18. und 19. Jahrhundert siedelten sich viele Kaufmannsfamilien aus Marwar in der Region an und kontrollierten den Karawanenhandel auf einer wenig bekannten Nebenroute der Seidenstraße; einige von ihnen brachten es zu beachtlichem Wohlstand und erbauten für sich und ihre Familien die regionaltypischen Havelis. Mit der Umleitung der Handelsströme auf den sichereren und kostengünstigeren Seeweg über die Häfen Surat und Bombay durch die Briten im ausgehenden 19. und frühen 20. Jahrhundert endete die wirtschaftliche Blütezeit der Shekhawati.

## Geschichte
Die Shekhawati-Region ist nach Rao Shekha (reg. 1445–1488) benannt, dem es in einer Krisensituation des Sultanats von Delhi und gegen den Widerstand zahlreicher Rajputenfürsten gelang, ein unabhängiges Reich mit der Hauptstadt Amarsar (heute ein Dorf ca. 145 km westlich von Jaipur) zu begründen. Trotz zahlloser Konflikte gelang es auch seinen Nachfolgern, die faktische Autonomie des Landstrichs über Jahrhunderte aufrechtzuerhalten, wenngleich die Maharajas von Amber bzw. Jaipur nominelle Oberherren waren.

## Sehenswürdigkeiten

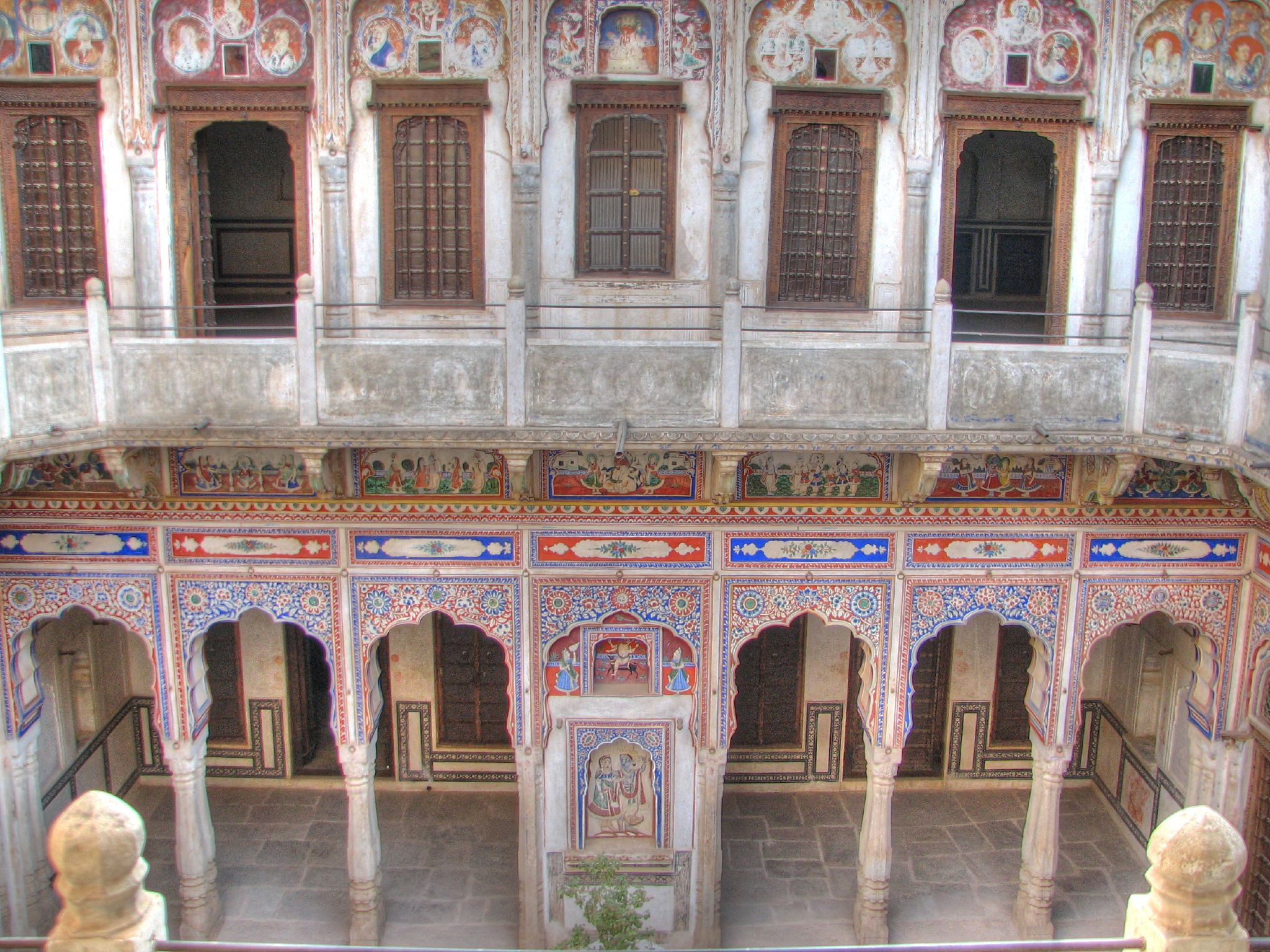
Haveli in Nawalgarh

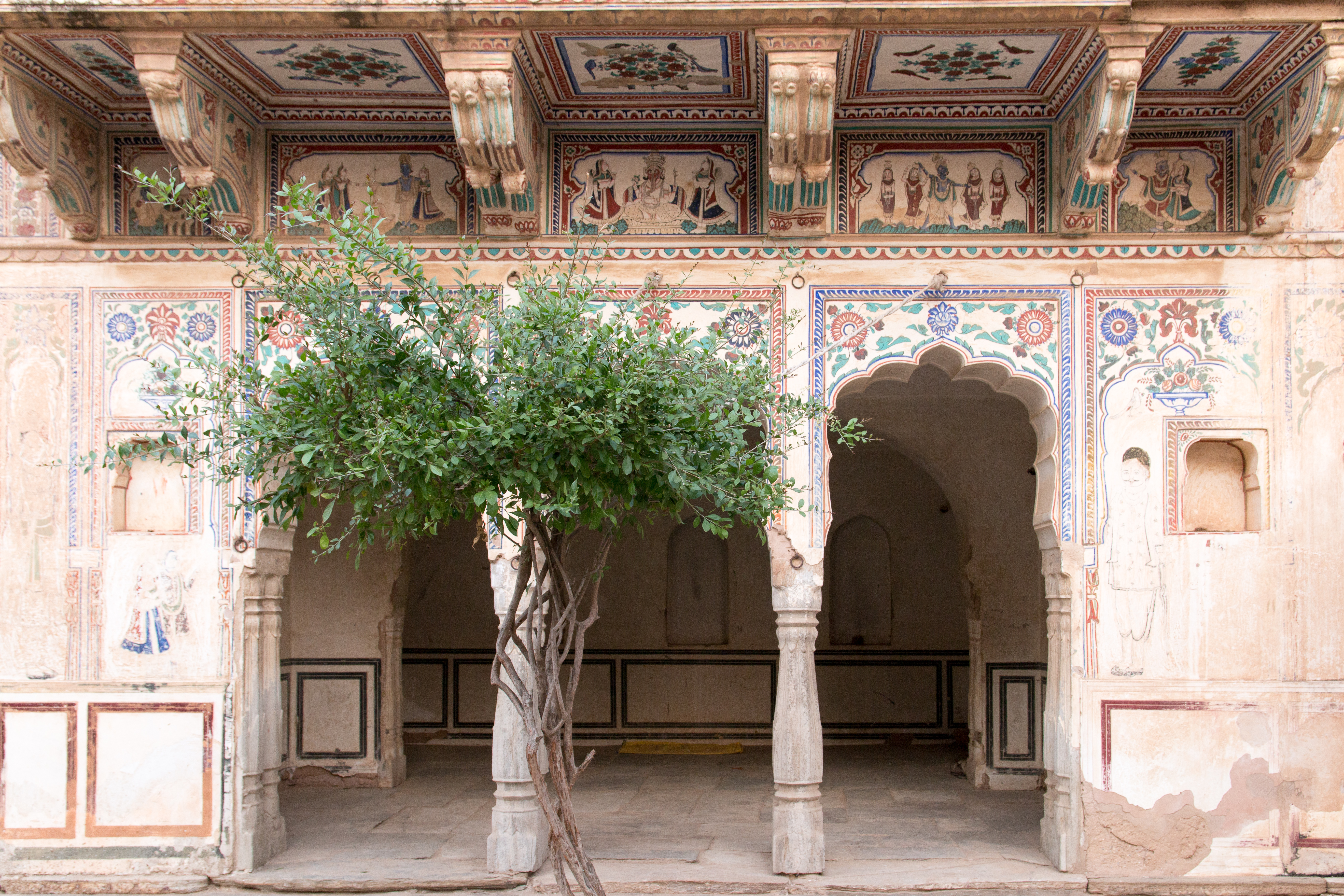
Haveli in Mandawa

In der zu ca. 95 % von Hindus bewohnten Shekhawati-Region gibt es keine Tempel, Moscheen oder Paläste von herausragender historischer oder kultureller Bedeutung; erwähnenswert sind lediglich der Dadhimati Mata Temple bei Nagaur, der neue Raghu-Nath-Tempel von Mandawa, das Fort von Sikar sowie die Paläste von Mandawa, Alsisar (heute Hotels) und Nagaur. Hauptattraktion sind die sowohl innen wie außen buntbemalten Kaufmannshäuser (Havelis) aus der Zeit des 18. und 19. Jahrhunderts, von denen die meisten jedoch – wegen der Abwanderung der ehemaligen Eigentümer und dem Einzug ehemaliger Landbewohner – arg verfallen sind. Bei der Stadt Fatehpur gibt es einen gut erhaltenen Stufenbrunnen mit Eckpavillons (chhatris).